# Jean Richards
Jean Richards es una deportista estadounidense que compitió en tiro con arco, en la modalidad de arco recurvo. Ganó cuatro medallas en el Campeonato Mundial de Tiro con Arco al Aire Libre entre los años 1950 y 1953.

## Palmarés internacional
| Campeonato Mundial al Aire Libre | Campeonato Mundial al Aire Libre | Campeonato Mundial al Aire Libre | Campeonato Mundial al Aire Libre |
| Año                              | Lugar                            | Medalla                          | Prueba                           |
| -------------------------------- | -------------------------------- | -------------------------------- | -------------------------------- |
| 1950                             | Copenhague (Dinamarca)           | Medalla de plata                 | Individual                       |
| 1952                             | Bruselas (Bélgica)               | Medalla de oro                   | Equipo                           |
| 1952                             | Bruselas (Bélgica)               | Medalla de plata                 | Individual                       |
| 1953                             | Oslo (Noruega)                   | Medalla de oro                   | Individual                       |